# Студёновка (приток Воронежа)
Студёновка — река в Правобережном округе города Липецка, правый приток Воронежа.
Исток находится в районе путепровода в створе Лебедянского шоссе и Товарного проезда. В Воронеж впадает в 1,8 км выше Петровского моста.
Студёновка пересекает район Опытной станции и Ниженку. Последняя некогда была селом Студёнки . На протяжении 22 км вдоль реки располагаются садоводства.
В районе Опытной станции на реке сделаны четыре запруды.

## Мосты
Через Студёновку переброшены несколько переправ (некоторые из них являются плотинами):
- По проезду домов МПС
- Почти в створе Боевого проезда
- В начале Одесской улицы
- У железнодорожного переезда в конце Гранитной улицы и улицы Кротевича
- В створе улицы Гайдара
- В створе переулка Луначарского
- У Амурской улицы
- Железнодорожный мост по линии Грязи — Елец
- По улице IV Пятилетки (деревянный; в 2008 году планируется начать строительство нового, капитального)
- По Студёновской улице
- Между Красной улицей и улицей XX Партсъезда

## Название
Название реки происходит от слова студёный — холодный. Река дала имя Студёновской улице.